# Presalindo de Lery Santos
Presalindo de Lery Santos (Sergipe, c. 1852 — , ) foi um jornalista e político brasileiro.
Foi professor em Laguna, onde fundou o jornal "O Município", em 14 de setembro de 1878, o primeiro jornal da cidade. O lagunense Jerônimo Coelho fundou o primeiro jornal da província de Santa Catarina na capital da província, Desterro, em 28 de julho de 1831.
É autor da obra Pantheon fluminense: esboços biographicos, publicado pela Typ. G. Leuzinger em 1880, com 667 páginas.
Foi deputado à Assembleia Legislativa Provincial de Santa Catarina na 24ª legislatura (1882 — 1883).